# Hildegard Lächert
Hildegard Martha Lächert (ur. 19 marca 1920 w Berlinie, zm. w 1995) – niemiecka nadzorczyni SS (SS-Aufseherin) pełniąca służbę w hitlerowskich obozach koncentracyjnych i zbrodniarka wojenna.

## Życiorys
Z zawodu była pielęgniarką. Karierę obozową rozpoczęła już w wieku 21 lat, od przeszkolenia w obozie Ravensbrück. Później pełniła służbę jeszcze w Majdanku, Płaszowie oraz Auschwitz-Birkenau.
Do Majdanka Lächert skierowano w październiku 1942. W obozie tym była prawdziwym postrachem więźniarek, które nadały jej pseudonim „krwawa Brygida”, gdyż miała w zwyczaju bicie aż do momentu, gdy pojawiała się krew. Nierzadko też szczuła psem bezbronne więźniarki i maltretowała je na inne sposoby. Oprócz tego brała udział w selekcjach więźniarek, kończących się ich śmiercią w komorach gazowych. Dzięki temu zyskała sobie opinię jednej z najbardziej okrutnych strażniczek Majdanka. Pracowała tam do września 1943 roku. Następnie krótko pełniła służbę w obozie koncentracyjnym w Płaszowie. Po urodzeniu syna, w kwietniu 1944, wróciła do służby w obozie i trafiła do Auschwitz-Birkenau.
Po wojnie Lächert dwukrotnie stawała przed sądami, by ponieść odpowiedzialność za swoje zbrodnie. Najpierw została oskarżona przez władze polskie w pierwszym procesie oświęcimskim. Najwyższy Trybunał Narodowy rozpatrywał głównie jej działalność w Auschwitz, gdzie jej zachowanie nie było już tak jednostronnie okrutne i skazał 22 grudnia 1947 na karę 15 lat pozbawienia wolności (jako matka dwojga dzieci w 1956 roku została przedterminowo ułaskawiona i powróciła do Niemiec).
Po powrocie do Niemiec w 1956 roku, została zwerbowana przez służby specjalne CIA (USA) oraz niemieckiej agencji wywiadowczej Bundesnachrichtendienst
Drugi raz Lächert stanęła przed sądem w 1975. Niemiecki sąd w Düsseldorfie, w procesie zbrodniarzy z Majdanka, skazał ją jednak na 12 lat pozbawienia wolności, mimo że Lächert udowodniono popełnienie wielu zbrodni w tym obozie. Lächert reprezentował adwokat związany z Narodowodemokratyczną Partią Niemiec – Unią Ludową (niem. Nationaldemokratische Partei Deutschlands – Die Volksunion, NPD – Die Volksunion) – Ludwig Bock. W trakcie procesu Bock wykazał się szczególną postawą w stosunku do zeznających świadków, byłych więźniów, m.in. złożył wniosek o natychmiastowe aresztowanie świadka Henryki Ostrowskiej, która według Bocka pracując w magazynie, z którego dowożono cyklon B do komór gazowych, pomagała w zabójstwach.